# Albert Lasker Award for Basic Medical Research
De Albert Lasker Award for Basic Medical Research is een van de vier Laskerprijzen die jaarlijks worden uitgereikt door de Laster Foundation.
De prijs is vaak een indicatie van de winnaar van de Nobelprijs voor de Fysiologie of Geneeskunde; bijna 50% van de winnaars van de Albert Lasker Award for Basic Medical Research won ook deze Nobelprijs.

## Winnaars
- 1946 Carl Ferdinand Cori
- 1947 Oswald Avery, Thomas Francis, Jr., Homer Smith
- 1948 Vincent du Vigneaud, Selman Waksman, René J. Dubos
- 1949 André Cournand, William S. Tillett, L. Royal Christensen
- 1950 George Wells Beadle
- 1951 Karl F. Meyer
- 1952 Frank Macfarlane Burnet
- 1953 Hans A. Krebs, Michael Heidelberger, George Wald
- 1954 Edwin B. Astwood, John Franklin Enders, Albert Szent-Györgyi
- 1955 Karl Paul Link, Carl J. Wiggers
- 1956 Karl Meyer, Francis O. Schmitt
- 1957 Isaac Starr
- 1958 Peyton Rous, Theodore Puck, Alfred D. Hershey, Gerhard Schramm, Heinz Fraenkel-Conrat, Irvine H. Page
- 1959 Albert Coons, Jules Freund
- 1960 Maurice Wilkins, Francis Crick, James Watson, James V. Neel, L.S. Penrose, Ernst Ruska, James Hillier
- 1962 Choh H. Li
- 1963 Lyman C. Craig
- 1964 Renato Dulbecco, Harry Rubin
- 1965 Robert W. Holley
- 1966 George E. Palade
- 1967 Bernard B. Brodie
- 1968 Marshall W. Nirenberg, H. Gobind Khorana, William F. Windle
- 1969 Bruce Merrifield
- 1970 Earl W. Sutherland
- 1971 Seymour Benzer, Sydney Brenner, Charles Yanofsky
- 1974 Ludwik Gross, Howard E. Skipper, Sol Spiegelman, Howard M. Temin

- 1975 Roger C.L. Guillemin, Andrew V. Schally, Frank J. Dixon, Henry G. Kunkel
- 1976 Rosalyn S. Yalow
- 1977 Sune Karl Bergström, Bengt Samuelsson, John Robert Vane
- 1978 Hans W. Kosterlitz, John Hughes, Solomon H. Snyder
- 1979 Walter Gilbert, Frederick Sanger, Roger Wolcott Sperry
- 1980 Paul Berg, Herbert W. Boyer, Stanley N. Cohen, A. Dale Kaiser
- 1981 Barbara McClintock
- 1982 J. Michael Bishop, Raymond L. Erikson, Hidesaburo Hanafusa, Harold E. Varmus, Robert C. Gallo
- 1983 Eric R. Kandel, Vernon B. Mountcastle
- 1984 Michael Potter, Georges J. F. Köhler, César Milstein
- 1985 Michael S. Brown, Joseph L. Goldstein
- 1986 Rita Levi-Montalcini, Stanley Cohen
- 1987 Leroy Hood, Philip Leder, Susumu Tonegawa
- 1988 Thomas R. Cech, Phillip A. Sharp
- 1989 Michael J. Berridge, Alfred G. Gilman, Edwin G. Krebs, Yasutomi Nishizuka
- 1991 Edward B. Lewis, Christiane Nüsslein-Volhard
- 1993 Günter Blobel
- 1994 Stanley B. Prusiner
- 1995 Peter C. Doherty, Jack L. Strominger, Emil R. Unanue, Don C. Wiley, Rolf M. Zinkernagel
- 1996 Robert F. Furchgott, Ferid Murad
- 1997 Mark S. Ptashne
- 1998 Leland H. Hartwell, Yoshio Masui, Paul Nurse
- 1999 Clay Armstrong, Bertil Hille, Roderick MacKinnon

- 2000 Aaron Ciechanover, Avram Hershko, Alexander Varshavsky
- 2001 Mario Capecchi, Martin Evans, Oliver Smithies
- 2002 James E. Rothman, Randy W. Schekman
- 2003 Robert G. Roeder
- 2004 Pierre Chambon, Ronald M. Evans, Elwood V. Jensen
- 2005 Ernest McCulloch, James Till
- 2006 Elizabeth Blackburn, Carol W. Greider, Jack Szostak
- 2007 Ralph M. Steinman
- 2008 Victor R. Ambros, David C. Baulcombe, Gary B. Ruvkun
- 2009 John Gurdon, Shinya Yamanaka[1]
- 2010 Douglas L. Coleman, Jeffrey M. Friedman
- 2011 Franz-Ulrich Hartl, Arthur L. Horwich
- 2012 Michael Sheetz, James Spudich, Ronald Vale
- 2013 Richard H. Scheller, Thomas C. Südhof
- 2014 Kazutoshi Mori, Peter Walter
- 2015 Stephen J. Elledge, Evelyn M. Witkin
- 2016 William Kaelin Jr., Peter J. Ratcliffe, Gregg L. Semenza
- 2017 Michael N. Hall
- 2018 C. David Allis en Michael Grunstein
- 2019 Max Dale Cooper  en Jacques Miller
- 2020: niet uitgereikt
- 2021: Dieter Oesterhelt, Peter Hegemann en Karl Deisseroth
- 2022: Richard O. Hynes, Erkki Ruoslahti en Timothy A. Springer
- 2023: Demis Hassabis en John M. Jumper